# Jesús Bracamontes
Jesús Bracamontes Zenizo (Colima, México 24 de diciembre de 1951) es un comentarista deportivo de Univision, exentrenador de fútbol mexicano. Es padre de Jacqueline Bracamontes, actriz, presentadora y modelo mexicana.

## Biografía
Como jugador estuvo en los siguientes equipos:
- Club Deportivo Guadalajara
- Club Deportivo Oro
- Club Deportivo Tepic

En México ha dirigido a:
- 1989-1990, 1991-1992, 1992-1993, invierno 2000, verano 2001 Club Deportivo Guadalajara
- 1993-1995 Correcaminos de la UAT
- 1995-1996 Tecos de la UAG
- Invierno 1996 Atlético Morelia
- 1998-1999 Chivas Tijuana

Fue gerente deportivo de las selecciones nacionales de la Federación Mexicana de Fútbol (FMF), desde el 7 de enero del 2003 hasta el 11 de enero de 2005.
Actualmente es comentarista de fútbol en la cadena de Apple Tv.

## Televisión
1. "Copa Mundial de Fútbol Alemania 2006, La" (2006) Serie de TV - Narrador
2. Camino a la copa II (2006) (TV) - Anfitrión, Panelista
3. Camino a la copa (2006) (TV) - Anfitrión, Panelista
4. "Copa Mundial de Fútbol Corea-Japón 2002, La" (2002) (TV) - Narrador